# 若葉レバーオン!
『若葉レバーオン！』（わかばレバーオン）は、伊藤ひずみによる日本のスロット漫画。『スロマガ7』（双葉社）において、2015年11月17日より連載が開始されたが、2016年6月17日雑誌の休刊により、2016年7月21日から『パチスロ攻略マガジン ドラゴン』に移籍しての連載再開となる。

## あらすじ
幼い少女の頃、初めて訪れた東京で見た競技スロットの全国大会決勝戦で、優勝を果たした女性スロッター「月乃」に憧れ、ひとりの私立東上学園に入学するために田舎の島から出てきた少女「小川若葉」は、同じく「月乃」に憧れる元競技スロットジュニアチャンピオン「大山朝霞」と出会う。天然少女と天才少女が出会う時、競技スロットの新しい時代が幕を開ける。

## 登場人物

### 私立東上学園

#### 東上学園競技スロット部
小川若葉（おがわ わかば）
東上学園一年生。性格は非常に明るく子供っぽい所があるが、常に前向きなムード―メーカー。目押し力は天性の物があるが、知識や立ち回りは、まだまだ成長過程。
幼い頃に初めて訪れた東京で見た競技スロットの全国大会決勝戦で優勝したひとりの女性競技スロッターの姿に感動し、自身も競技スロットをやりたいと思うようになるが、田舎の島に住んでいるために、競技スロットを行える設備などが無いため、憧れの女性スロッターが在籍していた埼玉の「私立東上学園」に親戚の家に居候しながら入学を果たし、長年の夢だった競技スロット部に入部する。入学日当日に訪れた部室で、大山朝霞と運命の出会いを果たす。初日の入部テストでは、目押しやビタ押しの意味もやり方も分からなかったが、常人を遥かに超える動体視力を持っていた事からテストに合格する。そして、その動体視力の高さから、かつて憧れていた女性スロッターが使用していた「月乃式」と呼ばれる伝説的目押し走法を使える事が判明し、その目押し力を買われ、一年生ながらレギュラーに選ばれる。
大山朝霞（おおやま あさか）
白糸台高校一年生。競技スロットの元ジュニアチャンピオン。目押し、立ち回り、知識など全てにおいて高い能力を備えている。性格はクールで孤立気味だったが、若葉との触れ合いから徐々に部員達とも打ち解けていく。
元競技スロットジュニアチャンピオンと言う経歴を持つが、他校の競技スロットの名門を断り、かつて自分が憧れた女性「月乃」が在籍していた「私立東上学園」に入学する。幼い頃に月野と親交があった様な描写があり、月野に対して人一倍の憧れと同時にその強さに対しての執着がある。自分が使えない「月乃式」を天性の才能で使える若葉に対して、初めは嫉妬にも似た気持ちを持つが徐々にしがらみから抜け出し、当初は硬かった性格も少しずつ柔らかくなり、チームの中心になっていく。試合では主にまだ素人の若葉に立ち回り等を指導しながら、周りの台の設定推測を行いながら全体の指揮を行う。
松山梓馬 (まつやま あずま)
東上学園三年生。東上学園競技スロット部の主将。一見クールだが、競技スロットには熱い情熱を持っている。心理戦を用いて敵を攪乱させたりなど、巧みな策士としての作戦を立てる事が出来る。
関かすみ（せき かすみ）
東上学園三年生。東上学園競技スロット部副主将。見た目は非常にゴツイ女性だが中身は普通の女性以上に女性的で家事全般が得意。
鉢形和光 (はちがた かずみつ)
東上学園二年生。競技スロット部の二年生レギュラー。目押し力は県内トップクラスの実力を持つ。熱くなりやすい所があり、気のいいアニキ肌。
柳瀬川みずほ (やなせがわ みずほ)
東上学園一年生。新入部員で若葉のクラスメイト。競技スロットに対する情熱は人一倍で、知識は上級者並だが、人付き合いに何か暗い過去があるらしく、時折闇を感じさせる。
藤見乃見 (ふじみ のみ)
白糸台高校の古典教師であり兼競技スロット部の顧問を務める。非常にのほほんとした性格で、ほぼ名前だけの顧問で競技スロットにも詳しくない。

### 武池西高等学校

#### 武池西競技スロット部
加治元（かじ げん）
武池西高等学校三年生。競技スロット部三年生レギュラー。豊富な経験と知識を持つ県内トップクラスの競技スロッターだが、自分達より格下の競技スロット部を見下すなど、性格は悪い。元ジュニアチャンピオンであり美人である朝霞に特別な関心を持つ。

### その他登場人物
月乃
かつて東上学園を優勝に導いた女性スロッター。若葉と朝霞の憧れの人物である。朝霞の回想ではヤンキーを思わせる様な言動などが見られるが、現時点では詳しい事は不明。

## 作中用語
競技スロット
パチスロの「差枚」競技と「目押し」競技の総合で勝敗を争う競技。先に「差枚」競技を数日間で行い、獲得したメダルでポイントを得て、そのポイントを時間に換算して「目押し」競技のスタートハンデとし、その目押しで先にゴールした方が勝ちとなる競技。作中の世界では、競技スロットは絶大な人気を誇り、学校の部活などでも一般的に部活として行われるほどに世間に浸透している。
月乃式
かつて東上学園を優勝に導き、「神の眼」を持つと言われた女性スロッター「月乃」が使用していた伝説的目押し走法。通常の目押しは一台一台止まって台に向き合いながらビタ押しを行っていくが、「月乃式」は台を左または右に見て走りながら、目押しする台のリールを１～２台前の場所から視認し、走る速度を落とさずにビタ押しを続けるため、通常の目押しスピードを遥かに超える速さで行う事が出来る目押し技術。